# Trigonia (flore)
Pour les articles homonymes, voir Trigonia.
Genre
Classification APG III (2009)
Trigonia est un genre de plantes à fleurs de la famille des Trigoniaceae. Ce sont des lianes originaires des forêts néotropicales, et dont l'espèce type est Trigonia villosa.

## Espèces valides
Selon The Plant List :
- Trigonia bahiensis E.F. Guim., Miguel & Fontella
- Trigonia boliviana Warm.
- Trigonia bracteata Lleras
- Trigonia candelabra Lleras
- Trigonia cipoensis Fromm & E. Santos
- Trigonia coppenamensis Stafleu
- Trigonia costanensis Steyerm. & Badillo
- Trigonia echiteifolia Rusby
- Trigonia ehrendorferi Lleras
- Trigonia eriosperma (Lam.) Fromm & E.Santos
- Trigonia floccosa Rusby
- Trigonia hypoleuca Griseb.
- Trigonia kerrii Lleras
- Trigonia killipii J.F. Macbr.
- Trigonia laevis Aubl.
- Trigonia littoralis Miguel & E.F. Guim.
- Trigonia macrantha Warm.
- Trigonia microcarpa Sagot ex Warm.
- Trigonia nivea Cambess.
- Trigonia paniculata Warm.
- Trigonia prancei Lleras
- Trigonia reticulata Lleras
- Trigonia rotundifolia Lleras
- Trigonia rugosa Benth.
- Trigonia rytidocarpa Casar.
- Trigonia sericea Kunth
- Trigonia spruceana Benth. ex Warm.
- Trigonia subcymosa Benth.
- Trigonia villosa Aubl.
- Trigonia virens J.F. Macbr.

## Histoire naturelle
En 1775, le botaniste Aublet propose la diagnose suivante : 

« TRIGONIA. (Tabula 149.)

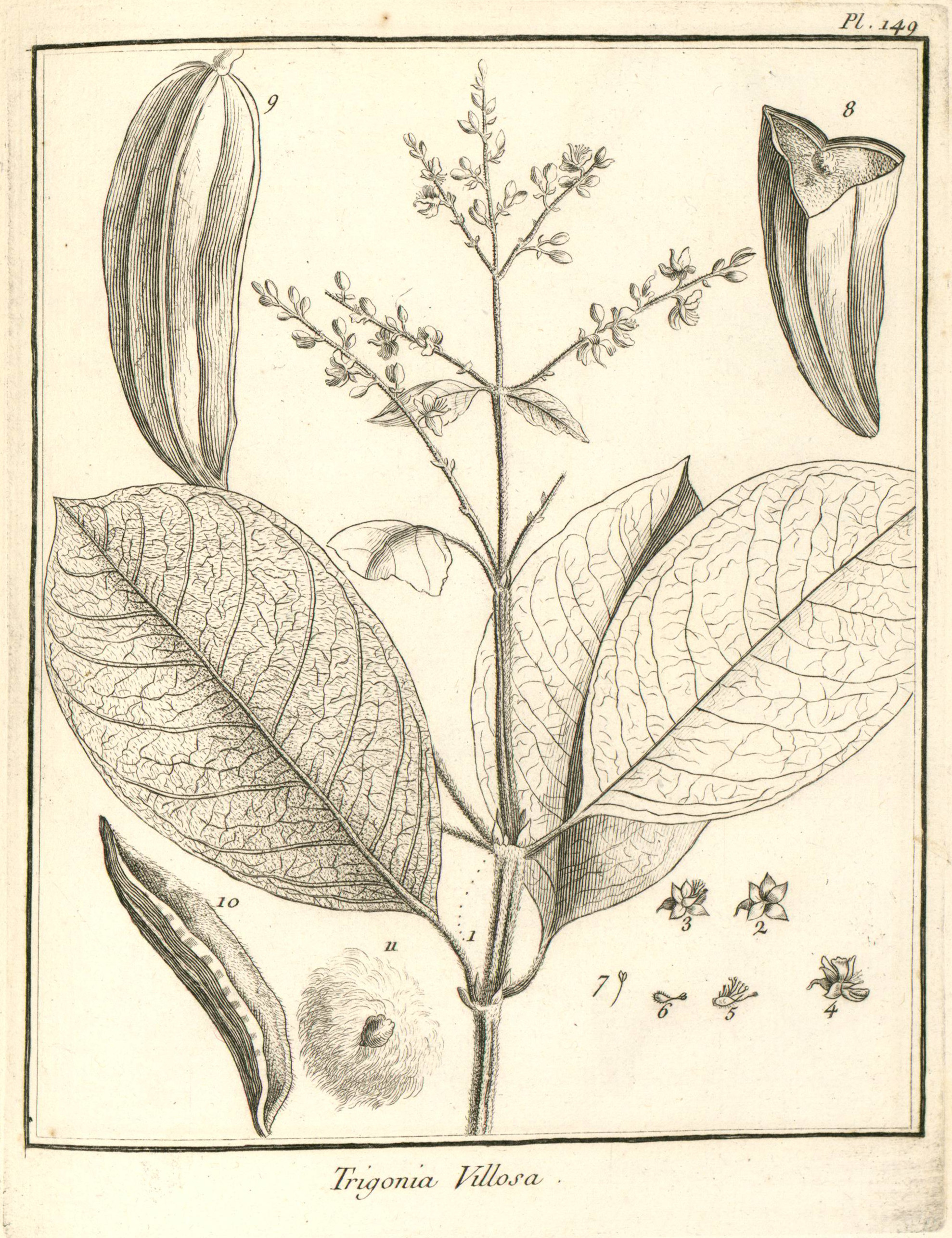
Trigonia villosa par Aublet (1775) Planche 149. 1. Stipules. - 2. Calice. - 3. Calice. Étamines. Piſtil. - 4. Fleur épanouie. - 5. Ovaire. Étamines. - 6. Piſtil. - 7. Étamine ſéparée. - 8. Capſule coupée en travers. - 9. Capſule. - 10. Valve. - 11. Semence enveloppée d'une ouate ſoyeuſe.

CAL. Perianthium monophyllum, quinque-partitum, laciniis inaequalibus ; duabus ſuperioribus erectis, inferioribus tribus baſi coalitis.
COR. pentapetala, inæqualis, receptaculo piſtilli inſerta, infrà ſtamina. Petalum ſuperius eredum, planum, ad baſim villoſum, flavum, duabus cavitatibus notatum, lateralia duo reflexa, anguſtiora, longiora, ſublutea, duo inferiora carinaæ in modum connexa, rubra.
STAM. decem, quandoque undecim, ſimul in vaginam coalita, parte ſuperiori ſejuncta, intra duo petala inferiora concluſa. Anthers tres, quinque aut ſeptem, ſteriles ; fertiles biloculares, ſubrotunda.
PIST. Germen ovatum, villoſum. Stylus brevis. Stigma capitatum, planum, margine membranaceo cinctum.
PER. Capsula oblonga, trigona, acuta, unilocularis, trivalvis, extus tomento brevi rufeſcente cooperta, intus tomento ferrugineo induta.
SEM. plurima, ſubrotunda, lanugine ſericeâ ferrugineâ obſita. »